# Панєв Зосима Васильович
Зосима Васильович Панєв (27 вересня 1914, село Семуково Яренського повіту Вологодської губернії, тепер Усть-Вимського району, Республіка Комі, Російська Федерація — 7 листопада 1994, місто Сиктивкар, Республіка Комі, Російська Федерація) — радянський державний діяч, голова Ради міністрів Комі АРСР, голова президії Верховної ради Комі АРСР. Депутат Верховної ради РРФСР 3-го і 9—10-го скликань. Депутат Верховної ради СРСР 4—6-го скликань.

## Життєпис
Народився в селянській родині. У 1933 році закінчив Усть-Вимський педагогічний технікум Автономної області Комі (Зирян).
У 1933—1936 роках — вчитель, директор середньої школи, інспектор районного відділу народної освіти Автономної області Комі (Зирян).
З 1936 по 1937 рік служив у Червоній армії.
У 1937—1939 роках — у відділі народної освіти (Народному комісаріаті освіти) Комі АРСР.
З 1939 по 1940 рік служив у Червоній армії. Учасник війни з Фінляндією, поранений у ногу та демобілізований.
Член ВКП(б) з 1940 року.
У 1940—1943 роках — у Комі обласному комітеті ВКП(б); 2-й секретар Сисольського районного комітету ВКП(б) Комі АРСР.
У 1943—1947 роках — 1-й секретар Сисольського районного комітету ВКП(б) Комі АРСР.
У 1947—1950 роках — слухач Вищої партійної школи при ЦК ВКП(б).
У 1950 році — завідувач відділу Комі обласного комітету ВКП(б).
У листопаді 1950 — 21 березня 1963 року — голова Ради міністрів Комі АРСР.
21 березня 1963 — 20 жовтня 1972 року — 1-й заступник голови Ради міністрів Комі АРСР.
20 жовтня 1972 — 18 грудня 1984 року — голова президії Верховної ради Комі АРСР.
З грудня 1984 року — персональний пенсіонер союзного значення.
Помер 7 листопада 1994 року в місті Сиктивкарі. Похований на Центральному цвинтарі міста Сиктивкара.

## Нагороди і звання
- два ордени Леніна (1945, 1957)
- орден Вітчизняної війни І ст. (1944)
- три ордени Трудового Червоного Прапора
- орден «Знак Пошани»
- орден Дружби народів
- медаль «За трудову доблесть»
- медалі